# Republic (zespół muzyczny)
Republic – węgierski zespół muzyczny, grający różne odmiany rocka.

## Historia
Grupa została założona w Budapeszcie 23 lutego 1990 roku przez Csabę Borosa, Zoltána Tótha, Imrego Bali, László Szilágyiego i László Bódiego. Wkrótce po utworzeniu grupa wygrała festiwal rockowy w Balatonlelle. Pod koniec 1990 roku Szilágyiego zastąpił László Attila Nagy. W 1991 roku zespół postanowił zmienić wytwórnię, ale Hungaroton postawił warunek, by Republic przed tą zmianą nagrał nowy album. Jednak jako że Republic chciał opublikować nowe utwory z nowym wydawnictwem, narodził się pomysł, by cały album dla Hungarotonu obejmowały jedynie solo na perkusji Nagya. Republic wywiązał się w ten sposób z warunku Hungarotonu. Album zatytułowano Üss a kazettára i widnieje on w dyskografii zespołu. W tym samym roku Baliego zastąpił Tamás Patai. Również w 1991 roku Republic zdobył nagrodę Magyar Rádió Emerton. W 1993 roku zespół wygrał nagrodę MAHASZ „Złota Żyrafa”. W 1995 zespół ponownie zdobył tę nagrodę, w kategorii „rockowy album roku”.
W 2013 roku zmarł Bódi. Po tym fakcie grupę opuścił Zoltán Tóth, a zespół zmienił nazwę na Republic 67. Następcą Bódiego w charakterze wokalisty był w latach 2013–2014 Tamás Sípos.

## Charakterystyka
Symbolem zespołu jest stylizowana mała ryba, która, jeśli spojrzeć na nią z określonego kąta przypomina postać ludzką. Pomysł na taki akurat symbol zrodził się, ponieważ zespół został założony w okresie Ryb, ponadto członkowie zespołu uważają, że rodzaj ludzki jest „wbudowany” w ryby.
Zespół często określa sam siebie mianem „najgorszej grupy na Węgrzech”, chcąc tym wyrazić satyrę na wielu artystów uważających się za „najlepszych”.
Na koncertach wraz z zespołem występują András Szabó (skrzypce) i Gábor Halász (gitara akustyczna), mimo że nie widnieją oni jako oficjalni członkowie zespołu.
Republic często łączy elementy zachodniej muzyki rockowej z węgierską muzyką folk.

## Nagrody
- 1991 – nagroda Magyar Rádió Emerton
- 1992 – Popgála - zespół rockowy roku
- 1993 – Złota Żyrafa MAHASZ - album rockowy roku
- 1995 – Złota Żyrafa MAHASZ - album rockowy roku
- 1996 – nagroda Radio Picture Show
- 1996 – nagroda Griff Gentleman`s
- 1996 – Best of Local
- 1997 – nagroda Artisjus - Huszka Jenő
- 2008 – Fonogram - piosenka roku („Gyere közelebb, menekülj el”)

## Skład zespołu

### Obecny
- László Attila Nagy – perkusja
- Tamás Patai – gitary
- Gábor Halász – gitary
- Csaba Boros – gitara basowa

### Stali współpracownicy
- András Szabó – skrzypce
- Gábor Halász – gitara akustyczna

### Pracownicy
- Béla Habarits – główny współpracownik
- László Máthé – exclusive service road
- Miklós Abella – menedżer

### Dawni członkowie
- Imre Bali – gitary
- László Szilágyi – instrumenty perkusyjne
- Zoltán Tóth – gitary, fortepian
- László Bódi – wokal, fortepian
- Tamás Sípos – wokal

## Dyskografia

### Studyjne
- Indul a mandula!!! (1990)
- Hoppá, Hoppá!!! (1991)
- Én vagyok a világ (1992)
- Hahó Öcsi!!! (1993)
- Disco (1994)
- Tüzet viszek (1995)
- Igen (1996)
- Zászlók a szélben (1997)
- Üzenet (1998)
- Boldogság.hu (1999)
- Só és cukor (2000)
- A reklám után (2001)
- Mennyi még, Béla!? (2002)
- Aki hallja, adja át!!! (2003)
- Mohikán (2004)
- 1 Magyarország 1 Mennyország (2005)
- Kenyér vagy igazság (2006)
- Fényes utakon (2007)
- Tiszta udvar, rendes ház (2008)
- Köztársaság (2010)
- Miért, maga bohóc? (2011)
- Bólints Tibi! (2012)
- Rajzoljunk álmokat! (2015)

### Specjalne
- Üss a kazettára (1991)
- A Cipő és a Lány – Amsterdam (1995)
- A rózsa vére (1998)
- Levélváltás (2000)
- Új Republic-dalok (2009)

### Koncertowe
- Október 67 (1995)
- Győri Kex (2006)
- 20 éves ünnepi koncert (2010)
- Klasszikusok (2013)

### Kompilacje
- Az évtized dalai – Szerelmes dalok (1999)
- Az évtized dalai – Népi zenei dalok (1999)
- Az évtized dalai – Közérzeti dalok (1999)
- Aranyalbum 1990-2000 (2000)
- Törmelék (2003)
- Aranyalbum 2. 2000-2010 (2009)